# Paul Webb
Paul Douglas Webb (16 de janeiro de 1962, Essex, Inglaterra) é um musico britânico. Foi o baixista da banda Talk Talk entre 1981 e 1988.

## Biografia
Webb foi colega, no ensino secundário, de Lee Harris e os dois tornaram-se grandes amigos. Eles tocaram juntos na banda de reggae Eskalator, antes de serem selecionados para a banda Talk Talk, em 1981. Webb tocou baixo nos Talk Talk até 1988.
No início dos anos 90 ele e Harris formaram os .O.rang. No início do decénio de 2000 ele adotou o nome de "Rustin Man" e colaborou com Beth Gibbons no álbum Out of Season (2002).[carece de fontes?]
Mais recentemente, em 2006, ele produziu o álbum The Year of the Leopard, de James Yorkston.[carece de fontes?]